# Juanita Wright
Juanita Wright (Saint Louis, 24 ottobre 1934 – Saint Louis, 10 settembre 1996) è stata una wrestler, manager e valletta di wrestling statunitense, nota come Sapphire.
Ebbe il suo momento di massima notorietà all'inizio degli anni novanta nella World Wrestling Federation dove era la manager/valletta di "The American Dream" Dusty Rhodes.

## Biografia
Juanita Wright nacque il 24 ottobre 1934 a St. Louis (Missouri). Grande fan di wrestling sin dall'infanzia, iniziò a fare da autista a vari wrestler della zona di St. Louis portandoli nelle arene. Prima di diventare essa stessa una lottatrice, Juanita ottenne la licenza per arbitrare incontri di wrestling, prima donna dello Stato del Missouri a riuscire in tale impresa. Da wrestler, iniziò a combattere con il ring name Princess Dark Cloud e una volta lottò persino contro un orso. Prima di firmare un contratto con la World Wrestling Federation, la Wright lavorò come rappresentante per una catena di negozi di abbigliamento a St. Louis.

### World Wrestling Federation
Il 25 novembre 1989, Juanita Wright debuttò in WWF a Saturday Night's Main Event interpretando il ruolo di una semplice fan di Dusty Rhodes, Sapphire, che assisteva tra il pubblico al match di quest'ultimo contro Big Boss Man. Poco tempo dopo, Sapphire iniziò a svolgere la funzione di manager di Dusty, entrambi vestiti con buffi vestiti neri a pois gialli. Nelle intenzioni della federazione ella doveva rappresentare la "common woman" (la donna comune), affiancata appunto al "common man" (uomo comune) Dusty. Piccola, tozza e poco attraente, Sapphire era una gioviale signora di colore in sovrappeso sempre pronta a sostenere il suo protetto e a cimentarsi insieme a lui in vari balletti fuori e dentro il ring. Successivamente Sapphire e Rhodes ebbero un feud con Randy Savage e Sensational Sherri, e la rivalità culminò in un match di coppia misto dove Sapphire & Rhodes affrontarono sul ring Savage & Sherri a WrestleMania VI. Sapphire schienò Sherri, grazie all'aiuto di Miss Elizabeth, la precedente manager e compagna di Savage. Sapphire e Sherri avrebbero proseguito il loro feud combattendo l'una contro l'altra in match singoli e di coppia, a partire dal 21 aprile 1990 (Queen batte Sapphire), fino al 25 agosto, dove lei e Rhodes uscirono vittoriosi in un match di coppia. Nella primavera-estate del 1990, Sapphire iniziò a ricevere regali da un ammiratore misterioso. A SummerSlam 1990, Sherri sconfisse Sapphire per abbandono dopo che Sapphire non si era presentata allo show. Pochi secondi prima del match di Rhodes contro Randy Savage, Ted DiBiase rivelò di aver "comprato" i servigi di Sapphire. Un frastornato Rhodes perse velocemente contro Savage dopo essere stato colpito sulla testa dalla borsa di Sherri alle spalle dell'arbitro. Sapphire iniziò quindi ad apparire in segmenti televisivi vestita con abiti eleganti e pellicce di visone svolgendo svariate mansioni per DiBiase, inclusa la stiratura delle sue banconote. Sapphire lasciò la WWF poco tempo dopo. Anche se non venne mai ufficialmente spiegato durante un programma WWF, svariati mesi dopo Virgil rivelò in un'intervista concessa a WWF Magazine che la ragione (kayfabe) della sparizione di Sapphire era dovuta al fatto che DiBiase si era ripreso tutti i regali che le aveva fatto.
In una successiva intervista "shoot", Sherri Martel raccontò che l'ammirazione della Wright per Rhodes era genuina, e che Juanita scoppiò letteralmente a piangere quando venne a sapere che il team creativo aveva deciso di rompere la partnership tra lei e Dusty. La Martel era convinta che Juanita Wright perse ogni interesse nel wrestling dopo questo fatto, e per questo motivo lasciò la compagnia poco dopo SummerSlam. Rhodes rivelò nel suo DVD biografico The American Dream: The Dusty Rhodes Story di essere entrato nell'ufficio di Vince McMahon per dirgli che gli piaceva Sapphire, ma non riteneva utile il suo personaggio e che era meglio licenziarla dalla federazione. McMahon rispose a Rhodes che "Sapphire" era ormai parte integrante del personaggio di Rhodes in WWF e che sarebbe rimasta nella compagnia. Alla fine, Rhodes fu d'accordo con McMahon.

### Vita privata
Juanita Wright ha avuto due figli, Wanda e Ricco. Molto poco si conosce di Juanita dopo la sua fuoriuscita dalla WWF, ad eccezione del fatto che lavorò presso GrandPa Pidgeon's nella cittadina di University City, MO. Morì a St. Louis, Missouri, il 10 settembre 1996 a causa di un infarto al miocardio.